# 元赞 (广平公)
元赞（6世紀—？），河南郡洛阳县（今河南省洛阳市东）人，魏孝文帝元宏曾孙，廣平文懿王元悌之子，北魏宗室、官员，西魏十二大将軍之一。
534年，元赞跟随叔叔魏孝武帝元修入关中。永熙三年闰十二月癸巳（535年2月3日）宇文泰毒死魏孝武帝后，秘密不发布丧事，宇文泰与群臣商议册立新皇帝，众人大多推举元赞为嗣君。濮阳王元顺在正室以外的房间流下眼泪对宇文泰说：“高欢逼迫驱逐先帝，册立幼年的君主来独揽大权，您应该反其道而行之。广平王虽然与先帝亲近，但是年幼，不适合居于皇帝之位，不如册立年长的君主来奉戴。”宇文泰深深的赞同元顺的意见，因此发布国家的丧事，向太宰、南阳王元宝炬奉上帝号。535年，元赞被任命为司徒。537年六月，元赞被任命为太尉。543年七月，元赞被任命为司空。最后为大将军、尚书令、少保、小司徒、广平郡公。
自从尚书元烈被诛杀后，西魏废帝元钦有怨言，暗中谋划诛杀太师宇文泰，淮安王拓跋育和元赞等人流泪劝谏他，元钦不听。宇文泰于是与公卿商议废掉元钦，立齐王拓跋廓为皇帝。

## 子女
- 元世寿，广平公世子[6]
- 元谦，北周韩国公